# 米夏埃尔·克里特
米夏埃尔·克里特（德語：Michael Krieter，1963年8月21日—），德国前男子手球运动员。他曾代表德国国家队参加1992年夏季奥林匹克运动会手球比赛，结果队伍获得第10名。